# Тории
Тории (на японски: 鳥居, /ˈtɔri.i/) е външен декоративен портал, характерен за традиционната японска архитектура. Обикновено тории се поставят на входа или във вътрешността на шинтоистките храмове, символизирайки прехода и границата между светското и свещеното пространство. Тории се използват и в японските будистки храмове.